# Église orthodoxe d'Albanie

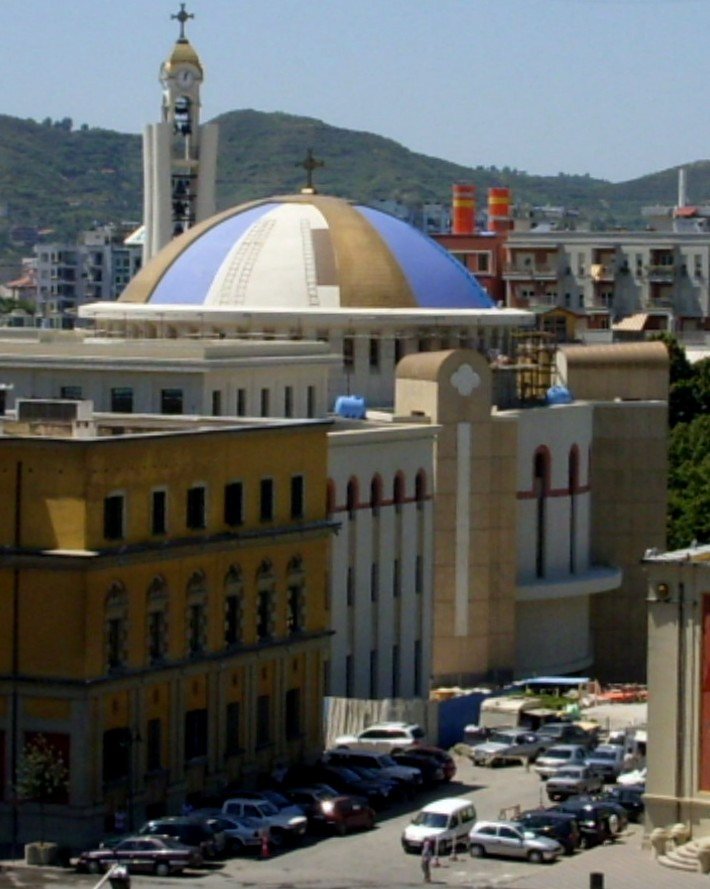
La cathédrale de la Résurrection-du-Christ de Tirana.

L'Église orthodoxe d'Albanie (en albanais Kisha orthodhokse e Shqipërisë) est une juridiction autocéphale de l'Église orthodoxe. De rite byzantin, elle regroupe environ 6,8 % des Albanais. Le primat de l'Église porte le titre d'Archevêque de Tirana et de toute l'Albanie, avec résidence à Tirana.
Comme tous les cultes, elle a été interdite et persécutée pendant la période communiste, puis rétablie lors de la chute des régimes communistes en Europe en 1991. Le premier titulaire après la période d'interdiction a été Anastase Giannoulatos, du 24 juin 1992 à son décès le 25 janvier 2025 ; Joani Pelushi (en) lui a succédé.

## Histoire
Selon la légende ecclésiastique, l'Illyrie aurait été évangélisée par les apôtres Saint André et Saint Paul ; Saint Astius, mort martyrisé en l'an 117, a été le premier évêque de Durrës.  
1922 Déclaration de l'autocéphalie par un Conseil tenu à Berat.
1937 Reconnaissance de l'autocéphalie par le Patriarcat œcuménique de Constantinople.
1967 Interdiction de toute pratique religieuse par le régime d'Enver Hoxha ; destructions des lieux de culte et persécution des croyants.
1991 les cultes sont à nouveau autorisés, les lieux de culte peuvent être re-ouverts. Concernant l'église orthodoxe albanaise, entre 1992 et 2020, cinquante basiliques ont été restaurées, 160 autres églises ont fait l’objet de réparations et 150 nouvelles églises et chapelles ont été construites.
24 juin 1992 Élection d'Anastase Archevêque de Tirana et de toute l'Albanie par le Saint Synode du Patriarcat de Constantinople.
Lors du conflit opposant en 2019 le patriarcat de Moscou et le patriarcat œcuménique de Constantinople au sujet de l'Église orthodoxe ukrainienne, l'Église orthodoxe d'Albanie temporise, ne reconnaissant pas l'autocéphalie accordée par le patriarche œcuménique, mais ne condamnant pas l'initiative ukrainienne.  

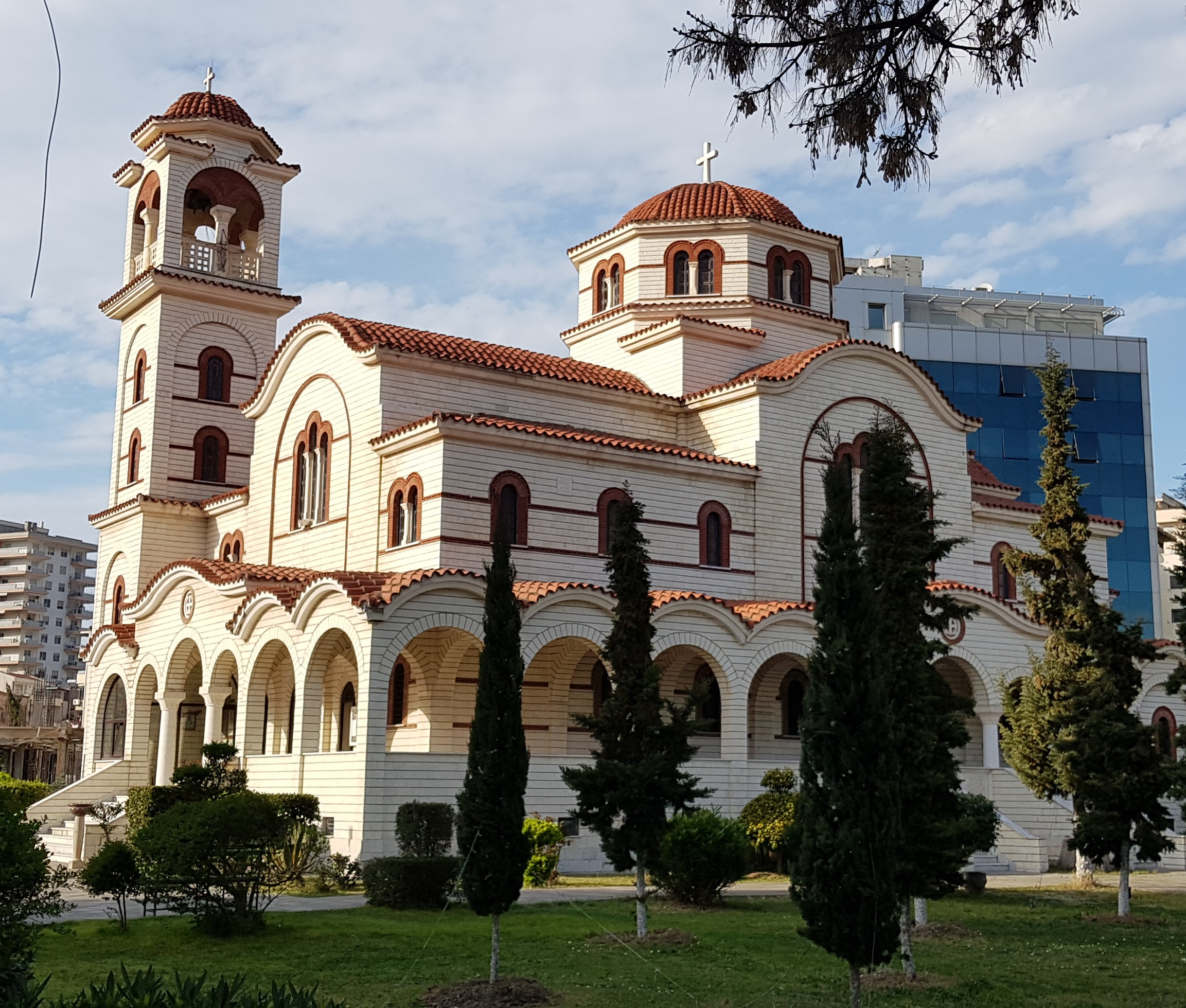
Durrës, Église de l'Apôtre Paul et de Saint Astius, construite de 1994 à 2002, inaugurée en 2009.

## Organisation

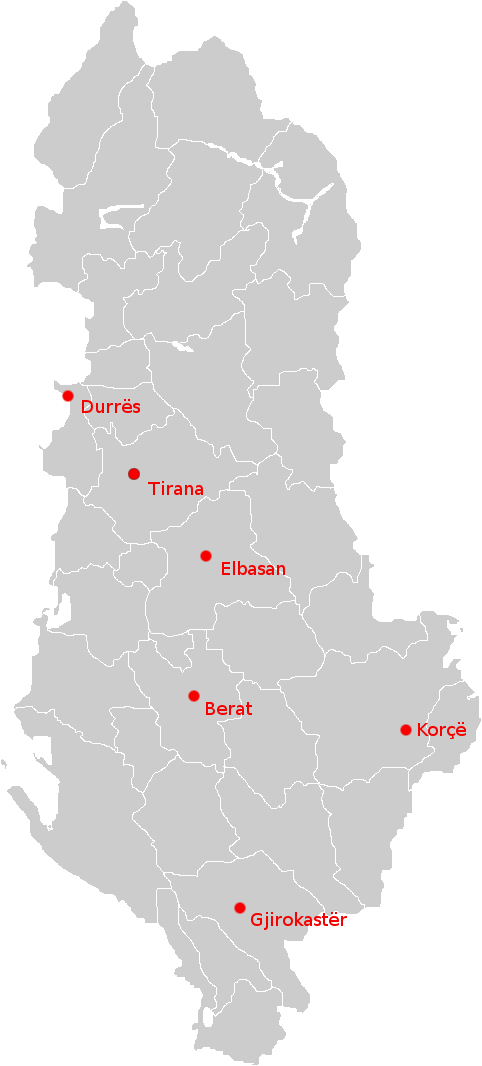
Diocèses de l'Église orthodoxe d'Albanie

L'Église d'Albanie compte six métropolies :
- Archevêché de Tirana, Durrës et Elbasan
- Métropole de Berat et Kanina
- Métropole de Gjirokastër
- Métropole de Korçë
- Métropole d'Apollonie
- Métropole de Krujë